# Logische Maschine

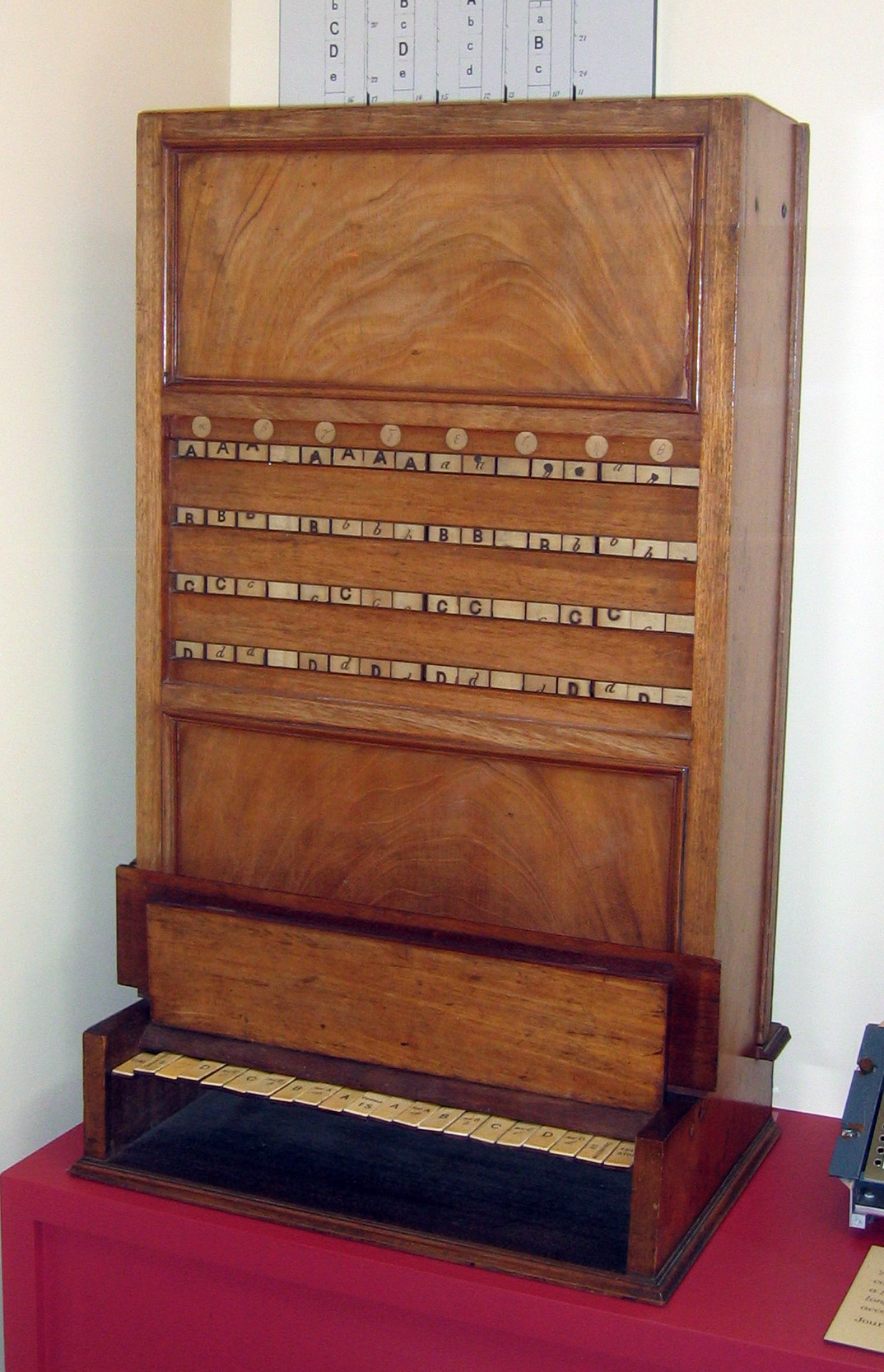
„Logisches Piano“ von William Stanley Jevons von 1869

Als logische Maschinen werden bzw. wurden – analog zur Rechenmaschine – Geräte bezeichnet, die logische Aufgabenstellungen behandeln und lösen.
Idealerweise sollen logische Maschinen Argumente auf ihre Gültigkeit untersuchen; in der Praxis erreichen logische Maschinen dieses Ziel häufiger mittelbar, indem sie ermitteln, welche Schlüsse sich aus gegebenen Prämissen überhaupt ziehen lassen.
Konkret gebaut wurden zunächst Maschinen, die direkt oder indirekt die Gültigkeit von Syllogismen überprüfen, später allerdings vor allem solche, die mechanische Tätigkeiten der Aussagenlogik automatisieren, z. B. das Aufstellen von Wahrheitstabellen oder die Bildung von Normalformen.

## Mechanische logische Maschinen
Die Idee der logischen Maschine wird oft dem mallorquinischen Philosophen, Logiker und franziskanischen Theologen Ramon Llull (ca. 1232–1316) zugeschrieben, der schon Ende des 13. Jahrhunderts verschiedene rechenschieber- bzw. rechenscheibenartige Geräte zur Bildung von Begriffskombinationen vorschlug.
Mechanisch auf ähnlicher Stufe, aber von den logischen Grundlagen her systematischer ist Ende des 18. Jahrhunderts der Stanhope Demonstrator von Charles (dem dritten Earl) Stanhope.
Als erste mechanische Maschine gilt allerdings das „Logische Piano“, wegen seiner klaviaturähnlichen Tastatur so genannt, das 1869, also erheblich später, von William Stanley Jevons konstruiert wurde.
Die meisten früheren logischen Maschinen arbeiten nach der Begriffslogik, bei der die Variablen für Begriffe stehen. Steht z. B. A für den Begriff „Schwein“ und B für den Begriff „rosa“, so können aus diesen Begriffen Sätze gebildet werden wie „Alles A ist auch B.“, d. h. alles, was unter den Begriff „Schwein“ fällt, fällt auch unter den Begriff „rosa“ – kurz: „Alle Schweine sind rosa.“ Jevons verwendet Kleinbuchstaben, um die „Verneinung“ eines Begriffs auszudrücken – „a“ bedeutet in unserem Beispiel also den Begriff „Nichtschwein“, unter den alle Dinge fallen, die nicht unter den Begriff „Schwein“ (A) fallen.
Bei der Maschine von Jevons lassen sich beliebig viele begriffslogische Sätze als Prämissen eingeben. Die Maschine eliminiert auf mechanischem Weg alle Begriffskombinationen, die mit den eingegebenen Prämissen inkonsistent sind. Gibt man z. B. ein „Alle A sind B“, dann schließt die Maschine die Kombination „Ab“ („Schwein“ und „nichtrosa“) aus. So bleiben schließlich nur jene Begriffskombinationen übrig, die mit allen eingegebenen Prämissen konsistent sind. Die Maschine zeigt diese Kombinationen an – es ist der Anwenderin überlassen, aus dieser Information für sie interessante Schlüsse zu ziehen.
Obwohl Jevons Maschine und sein darunterliegendes logisches System begriffslogischer Natur sind, lässt sich die Maschine schon auf aussagenlogische Fragestellungen anwenden, wenn man die Großbuchstaben als Satzbuchstaben (Aussagebuchstaben) und die Kleinbuchstaben als deren Verneinung interpretiert.
Allan Marquand, der schon zwischen 1874 und 1881 – eine genauere Datierung ist wohl nicht möglich – eine mechanische logische Maschine entwickelt hatte, schlug 1885 vor, eine elektrische Version von Jevons Maschine zu bauen. Es ist zwar unbekannt bzw. sogar fraglich, ob er seine elektrische Maschine verwirklichen konnte, aber die Idee, logische Operationen durch elektrische Schaltungen zu realisieren, scheint er als erster gehabt zu haben: Unter dem Nachlass Marquands fand Alonzo Church den Schaltplan dieser Maschine. Weinhart weist jedoch darauf hin, dass Jevons die Anregung hierzu von seinem Lehrer, niemand geringerem als dem US-amerikanischen Philosophen Charles Sanders Peirce, erhalten habe. Ketner vertritt sogar die Meinung, dass dieser Schaltplan in Wahrheit von Peirce selber entworfen worden sein könnte. Diese Vermutung stützt er u. a. auf optische Ähnlichkeiten der Beschriftung des Schaltplans zu Peircens Handschrift. Obwohl Ketners Artikel bereits 1984 erschienen ist und Handschriftenvergleiche eine gängige forensische Praxis sind, scheint diese Ähnlichkeit bis heute nicht wissenschaftlich untersucht worden zu sein; so ist Ketners Vermutung bis heute weder bewiesen noch widerlegt.

## Elektrische logische Maschinen
Die erste gesichert verwirklichte elektrische logische Maschine baute Benjamin Burack im Jahr 1936. Der Sache nach ist Buracks Maschine ebenfalls begriffslogischer Natur, wobei sie jedoch nur die klassischen Syllogismen im Sinn von Aristoteles abdeckt, also Argumente mit genau zwei Prämissen und einer Konklusion.
Waren die frühen logischen Maschinen noch von der seit der Antike dominierenden Begriffslogik beherrscht, so geschah im 20. Jahrhundert – vor allem in den späten 1940er-Jahren und mit der Verbreitung elektrischer/elektronischer Schaltungen – eine stete Verlagerung hin zur Aussagenlogik.
Die erste logische Maschine mit von ihrem Konstrukteur selber gesehenem bzw. geplantem aussagenlogischen Bezug war allerdings noch ein mechanisches Gerät, die 1910 zur Patentierung eingereichte Maschine von Charles P. R. Macaulay. Funktional arbeitet auch sie so, dass sie für jeden eingegebenen Satz die mit diesem nicht vereinbaren Möglichkeiten ausschließt und schließlich die verbleibenden Varianten anzeigt.
Eine stete Entwicklung aussagenlogischer Maschinen beginnt 1947: Theodore A. Kalin und William Burkhart entwarfen nach dem Besuch einer Vorlesung bei Willard Van Orman Quine eine elektrische Maschine, die ihnen das manuelle Aufstellen von Wahrheitstabellen abnehmen sollte. Das Gerät von Kalin und Burkhart ist bereits charakteristisch für die meisten folgenden logischen Maschinen: Es berechnet für eine gegebene Aussage mit bis zu zwölf verschiedene Aussagenvariablen den Wahrheitswert für die Bewertung unter allen möglichen Zuordnungen von Wahrheitswerten zu den Variablen. Neben dem Aufstellen einer kompletten Tabelle konnte das Gerät auch die Belegungen ermitteln, unter denen die komplexe Aussage erfüllt oder widerlegt ist. Die Suche nach den Belegungen ist allerdings rein exhaustiv („Brute Force“), d. h., sie durchläuft wie beim Aufstellen einer Wahrheitstafel alle möglichen Zuordnungen und hält an, sobald sie auf eine den Satz bejahende bzw. verneinende Zuordnung trifft. Für das Durchrechnen einer kompletten Wahrheitstabelle für eine Aussage in zwölf Variablen (d. h. 212 Bit = 4096 Bit) – dem Limit der Maschine – benötigt sie 38 Minuten bzw. 2280 Sekunden.
Von den in der Folge entstandenen Maschinen hebt sich fundamental nur eine ab: Der 1951 als eine von mehreren Maschinen beim englischen Hersteller Ferranti entstandene Feedback Logical Computor (sic!). Diese Maschine ist ausgelegt für das Erfüllen einer Menge von Aussagen, d. h. zum Suchen einer Zuordnung von Wahrheitswerten zu den in den Aussagen vorkommenden Satzbuchstaben, unter denen alle diese Aussagen wahr sind. Im Gegensatz zu allen anderen bekannt gewordenen logischen Maschinen arbeitet der Feedback Logical Computor nicht „Brute Force“, indem er in geordneter Reihenfolge alle nur möglichen Wahrheitswertzuordnungen durchläuft, bis er eine verifizierende gefunden hat; vielmehr versucht er, einen möglichst geschickten Weg durch die Menge aller möglichen Wahrheitswertzuordnungen zu gehen. Die Verfahrensweise ist im Originaltext von McCallum und Smith ausführlich geschildert.
Bei den meisten aussagenlogischen Maschinen erfolgt die Eingabe in Peano-Russell-Notation, einer Infix-Schreibweise, bzw. einer an die Maschine angepassten Variation davon: Drehschalter bei Kalin und Burkhart, Steckschnüre etwa bei Johann Weipoltshammers „logistischer Relaisrechenmaschine“. Relativ früh wurde jedoch erkannt, dass sich für maschinelle Problemlösung (egal ob in Hard- oder Software) andere Schreibweisen wie die polnische Notation besser eignen. Die bekanntesten Maschinen, welche die polnische Notation verwenden, sind der Burroughs Truth Function Evaluator, 1956 von William Miehle gebaut, und der Stanislaus, 1950–1951 von Friedrich Ludwig Bauer in München entworfen und 1956 fertiggestellt. Von der Bedienung her ist Bauers Stanislaus überlegen, weil die zu untersuchende Aussage auf einer komfortablen Tastatur eingegeben werden kann, während beim Burroughs-Gerät Steckschnüre verwendet werden müssen. Das Gerät von Burroughs erlaubt allerdings bis zu zehn Variable, während der Stanislaus auf deren fünf beschränkt ist und auch nur relativ kurze Formeln von bis zu elf Zeichen Länge erlaubt; dafür prüft Stanislaus, ob die eingegebene Aussage syntaktisch wohlgeformt ist, und weist sie andernfalls zurück. Funktional fallen beide Maschinen unter dieselbe Kategorie: Sie rechnen in festgelegter Reihenfolge alle Wahrheitswertzuordnungen durch und halten auf Wunsch bei Erreichen eines bestimmten Ergebnisses an.
Die 1950er-Jahre markieren gleichermaßen den Höhepunkt wie das Ende der Geschichte logischer Maschinen. In der Regel wird dieses Ende mit der Verfügbarkeit programmierbarer Computer begründet, weil sich auf diesen alle Aufgaben, die auf einer logischen Maschine fest verdrahtet sind, in Software lösen lassen.
Diese Erklärung ist zwar sachlich richtig, kann aber nicht vollständig sein, wenn man sich vor Augen führt, dass dasselbe Argument auf die Rechenmaschine zuträfe, die aber zu dieser Zeit mitnichten ausgestorben ist, sondern im Gegenteil erst ihre Blütezeit vor sich hatte und in Gestalt des modernen Taschenrechners bis heute vertreten ist.
Es scheint vielmehr so zu sein, dass der Bedarf an der Lösung logischer Fragestellungen solcher Art, wie sie lange Zeit von logischen Maschinen gelöst werden konnten, nur sehr klein ist, bzw. dass dort, wo Bedarf nach der Lösung solcher Aufgaben besteht (Vereinfachung von Aussagen, z. B. beim Schaltungsdesign), die Leistungsfähigkeit logischer Maschinen, die mit zeitgenössischer Technik realisierbar waren, bei weitem nicht ausreichte.

### Sekundärliteratur
- Edmund C. Berkeley: Giant Brains or Machines that Think, New York: John Wiley and Sons 1949 (7. Aufl. 1963)
- B. V. Bowden: Faster Than Thought, London: Sir Isaac Pitman 1953
- Martin Gardner: Logic Machines and Diagrams, New York: McGraw-Hill 1958
- Karl Weinhart (Hg.): Informatik und Automatik. Führer durch die Ausstellung, München: Deutsches Museum 1990 ISBN 3-924183-14-7
- William Kneale, Martha Kneale: The Development of Logic, Oxford: Oxford University Press 1962 (1984) ISBN 0-19-824773-7
- Kenneth Lane Ketner, A. F. Stewart: The Early History of Computer Design: C. S. Peirce and Marquand’s Logical Machines, Princeton University Library Chronicle 1984 XLV 3, Seite 187–224
- Christian Gottschall: Logische Notationen und deren Verarbeitung auf elektronischen Rechenanlagen aus theoretischer, praktischer und historischer Sicht (Diplomarbeit), Wien: 2005